# Tipula (Eumicrotipula) varineura
Tipula (Eumicrotipula) varineura is een tweevleugelige uit de familie langpootmuggen (Tipulidae). De soort komt voor in het Neotropisch gebied.